# 25000 Astrometria
Astrometria (asteróide 25000) é um asteróide da cintura principal com um diâmetro de 22,77 quilómetros, a 2,852 UA. Possui uma excentricidade de 0,0983558 e um período orbital de 2 054,79 dias (5,63 anos).
Astrometria tem uma velocidade orbital média de 16,7469446 km/s e uma inclinação de 14,96976º.
Este asteróide foi descoberto em 28 de Julho de 1998 por Paul Comba.